# Tanjay
Tanjay est une localité de la province du Negros oriental, aux Philippines. En 2015, elle compte 80 532 habitants.